# جايسون أودونيل
جايسون أودونيل (بالإنجليزية: Jason O'Donnell)‏ هو سياسي أمريكي، ولد في 13 أكتوبر 1971. حزبياً، نشط في الحزب الديمقراطي. وقد انتخب عضو جمعية نيوجيرسي العامة.